# Nanding Dao
Nanding Dao (kinesiska: 南碇岛) är en ö i Kina. Den ligger i provinsen Fujian, i den sydöstra delen av landet, omkring 250 kilometer sydväst om provinshuvudstaden Fuzhou.